# Boi-1da
Matthew Jehu Samuels (Kingston (Jamaica), 12 oktober 1986), beter bekend als Boi-1da (uitgesproken als /ˌbɔɪˈwʌndə/ boy-won-da), is een Canadees muziekproducent uit Toronto, Ontario. Hij heeft muziek geproduceerd voor onder andere Drake, Eminem, Nicki Minaj, G-Unit, Lecrae, Nas, Talib Kweli, Kendrick Lamar en meer. 